# Erik Grendel
Erik Grendel, né le 13 octobre 1988 à Handlová, est un footballeur slovaque. Il évolue au poste de milieu défensif avec le club slovaque du Spartak Trnava.

## Biographie
Avec le club du Slovan Bratislava, Erik Grendel joue 10 matchs en Ligue des champions, et 17 matchs en Ligue Europa. 

## Palmarès
- Champion de Slovaquie en 2011, 2013 et 2014 avec le Slovan Bratislava
- Vainqueur de la Coupe de Slovaquie en 2010, 2011 et 2013 avec le Slovan Bratislava
- Vainqueur de la Supercoupe de Slovaquie en 2014 avec le Slovan Bratislava